# Dicranomyia arthuriana
Dicranomyia arthuriana là một loài ruồi trong họ Limoniidae. Chúng phân bố ở miền Australasia.